# الا (کنتاکی)
الا (به انگلیسی: Ella) یک منطقهٔ مسکونی در ایالات متحده آمریکا است که در شهرستان ادیر، کنتاکی واقع شده‌است. الا ۳۱۳٫۹۵ متر بالاتر از سطح دریا واقع شده‌است.